# مايرا هول
مايرا هينسديل هول (21 أبريل 1863 - 25 أغسطس 1937) باللغة الإنجليزية مايرا هول هي مؤسِسة مدرسة مس هول في بيتسفيلد، ماساتشوستس. مايرا هول

## سيرة حياة

### نشأة
وُلدت مايرا هول للزوجين تشارلس واليزابيث وينغ هينسديل هول في بلدة ليوري، نيو يورك، في الواحد والعشرين من نيسان عام 1863. توفي والدها عندما كانت صغيرة العمر. ونشأت في ليوري حيث التحقت بأكاديمية ليوري وكلية سميث، والتي تخرجت منها في عام 1883 وكانت أصغر طالبة في دفعتها. عند ذلك انتقلت عائلتها للعيش في بلدة وير، ماساتشوستس، وهناك عملت الانسة هول كملعملة للغة اللاتينية.

### مدرسة مس هول
في عام 1898 اشترت الانسة هول مدرستها، وهي مدرسة كانت متواجدة في منطقة بيتسفيلد(بيتسفيلد) منذ 1800. وفقاً لتاريخ سميث لبلدة بتسفيلد فان «أول مؤسسة عامة للتعليم العالي للفتيات كان قد اقتُرِح بفضل جهود الآنسة نانسي هنسديل، بتأسيس مدرسة انتقائية للفتيات تقريباً في عام 1800». مدرسة مس هول هي منحدرة من هذه المدرسة. على الأقل مرتين خلال العقود الأولى من وجود المدرسة، كانت تُعرف كمدرسة بيتسفيلد لتعليم الفتيات.